# Arthur Sorin
Arthur Sorin (født 1. november 1985 i Laval) er en fransk fodboldspiller, der har spillet for den århusianske klub AGF fra 1. januar 2009 til 30. juni 2015. Blev udlejet til den franske CS Sedan Ardennes i sommeren 2009 på en 1-årig lejeaftale, men vendte tilbage til AGF i sommeren 2010, og fik en del spilletid som højre back og forsvarspiller. Efter Morten Wieghorst tiltrådte som træner, var han mest udskiftningsspiller og fik derfor ikke forlænget sin kontrakt ved kontraktudløbet i juni 2015.
Arthur Sorin skiftede fra Allsvenskan-klubben Kalmar FF på en fri transfer til AGF den 1. januar 2009 på en kontrakt, der løber frem til sommeren 2012.
Fransk forsvarsspiller, er en offensivt indstillet, pasningsstærk back, der i Sverige har udviklet sit defensive spil.
Sorin var med til at gøre Kalmar til svenske mestre i 2008, før skiftet til AGF.